# Веспизе, Дельфин
Дельфин Веспизе (фр. Delphine Wespiser, родилась 3 января 1992 в Мюлузе) — французская фотомодель, Мисс Франция 2012 года (ранее побеждала на конкурсах Мисс Верхний Рейн 2011 и Мисс Эльзас 2011).

## Биография
Дельфин родом из коммуны Магстат-ле-Ба, департамента Верхний Рейн. Отец по профессии архитектор, мать — лаборант. У неё есть также старший брат. Училась в школе в Эльзасе, в 2010 году окончила частный лицей Дон Боско с углублённым изучением экономики, поступила в Колмарский технологический институт Университета Верхнего Эльзаса на факультет международного бизнеса и менеджмента. В 2011 года в Кингерсхайме участвовала в конкурсе Мисс Эльзас, на котором одержала победу. 3 декабря 2011 Дельфин в возрасте 19 лет одержала победу на конкурсе Мисс Франция 2012 года, набрав 32,3% голосов зрителей. Финал конкурса состоялся в Бресте.

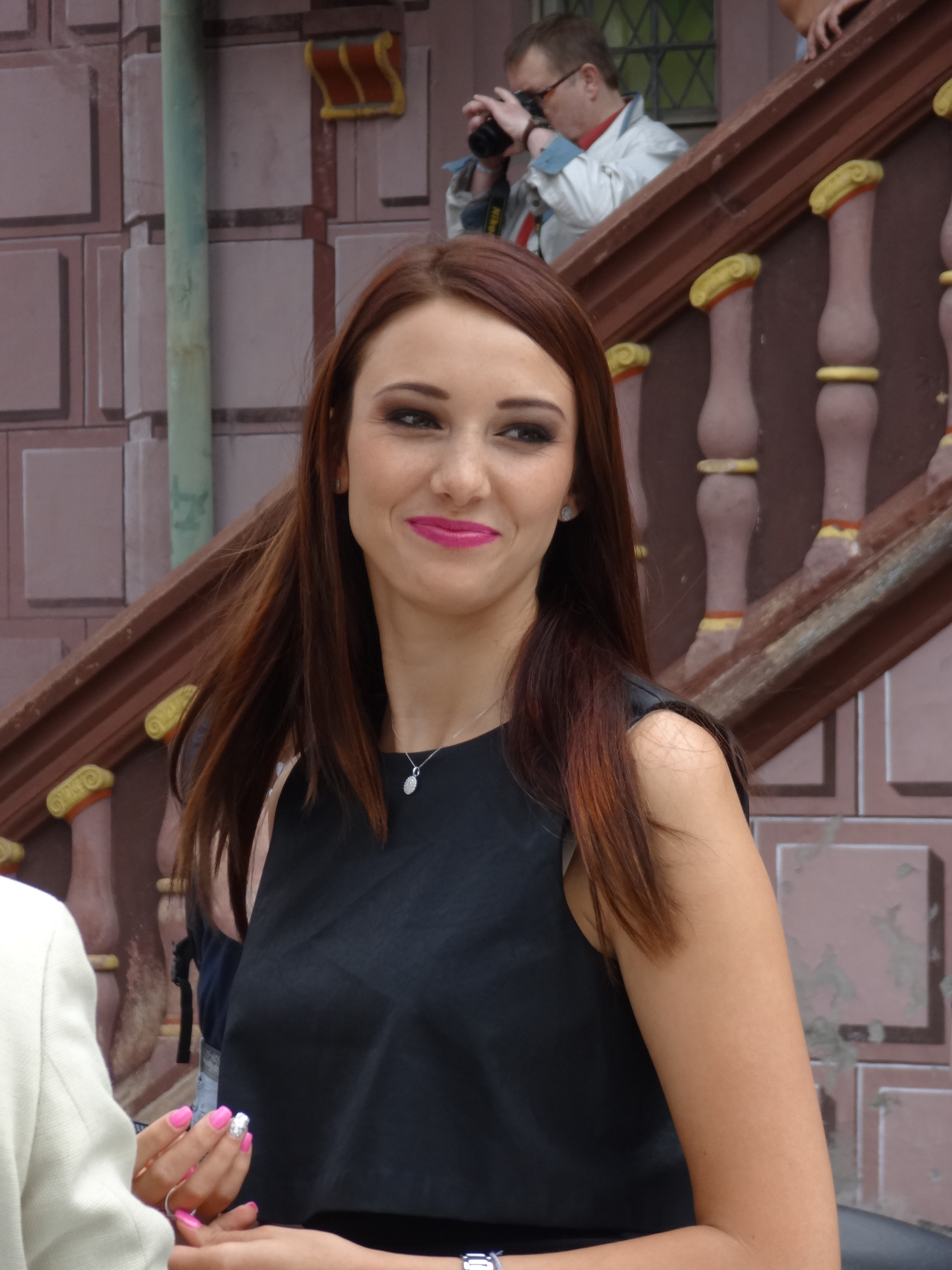
Дельфин в 2012 году

Дельфин сотрудничает с разными благотворительными организациями, среди которых выделяются «Караван жизни» (фр. La Caravane de la vie, донорская организация) и l'APAMAD (фр. Association pour le maintien à domicile des personnes âgées — Ассоциация по уходу на дому за пожилыми людьми). Известна как одна из защитниц прав животных и сотрудниц Международного фонда по защите животных, вследствие чего придерживается вегетарианского образа жизни. В детстве, как она утверждает, она очень хотела стать ветеринарным врачом, однако неудовлетворительные оценки по математике не позволили ей поступить в медицинский университет.
Помимо родного французского (эльзасский диалект), владеет английским и немецким языками. Вместе с тем параллельно изучает другие диалекты французского языка.
С 2013 года Дельфин снимается в игровом шоу «Fort Boyard», играя роль Судьи Бланш (с 2015 года также — Судья Руж). Обязанностью её героини Бланш является организация испытаний для игроков, попавших в плен. Она выступала в одной из команд в 2012 году. С 2015 года она в образе Судьи Руж проводит испытания с участием играющей в форте команды и лучших игроков прошлых лет, позволяя команде в случае успеха заработать нужные ключи.